# Чижова, Александра Тимофеевна
Александра Тимофеевна Чижова (1914 год, Воронежская губерния, Российская империя — дата смерти неизвестна) — звеньевая Лайтурского совхоза имени Кирова Министерства сельского хозяйства СССР, Махарадзевский район,
Грузинская ССР. Герой Социалистического Труда (1949).

## Биография
Родилась в 1914 году в крестьянской семье в одном из сельских населённых пунктов Воронежской губернии. Окончила местную начальную школу. Трудилась в сельском хозяйстве. В послевоенные годы — рабочая Лайтурского совхоза имени Кирова Махарадзевского района (сегодня — Озургетский муниципалитет) с центром в селе Лайтури, директором которого был Шота Спиридонович Гогешвили.
В 1948 году собрала 6162 килограмм чайного листа на участке на участке площадью 0,5 гектара. Указом Президиума Верховного Совета СССР от 5 июля 1949 года удостоена звания Героя Социалистического Труда за «получение высоких урожаев сортового зелёного чайного листа и цитрусовых плодов в 1948 году» с вручением ордена Ленина и золотой медали «Серп и Молот»..
Этим же Указом званием Героя Социалистического Труда были также награждены труженики совхоза Татьяна Прокофьевна Зубченко и Татьяна Васильевна Калашникова.
Проживала в селе Лайтури, позже переехала в Аджарскую АССР. Работала младшим медицинским сотрудником в здравоохранении.
Дата cмерти не установлена.